# OSS Stinger

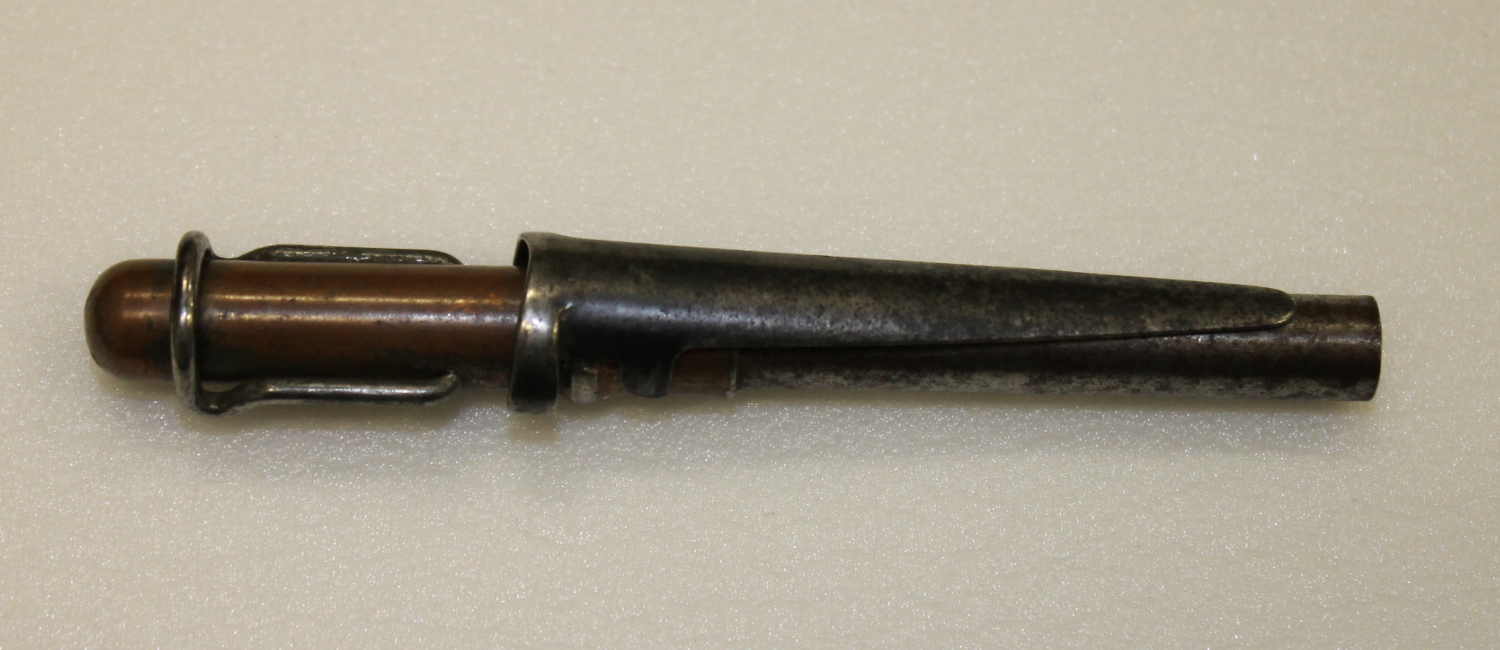
OSS Stinger

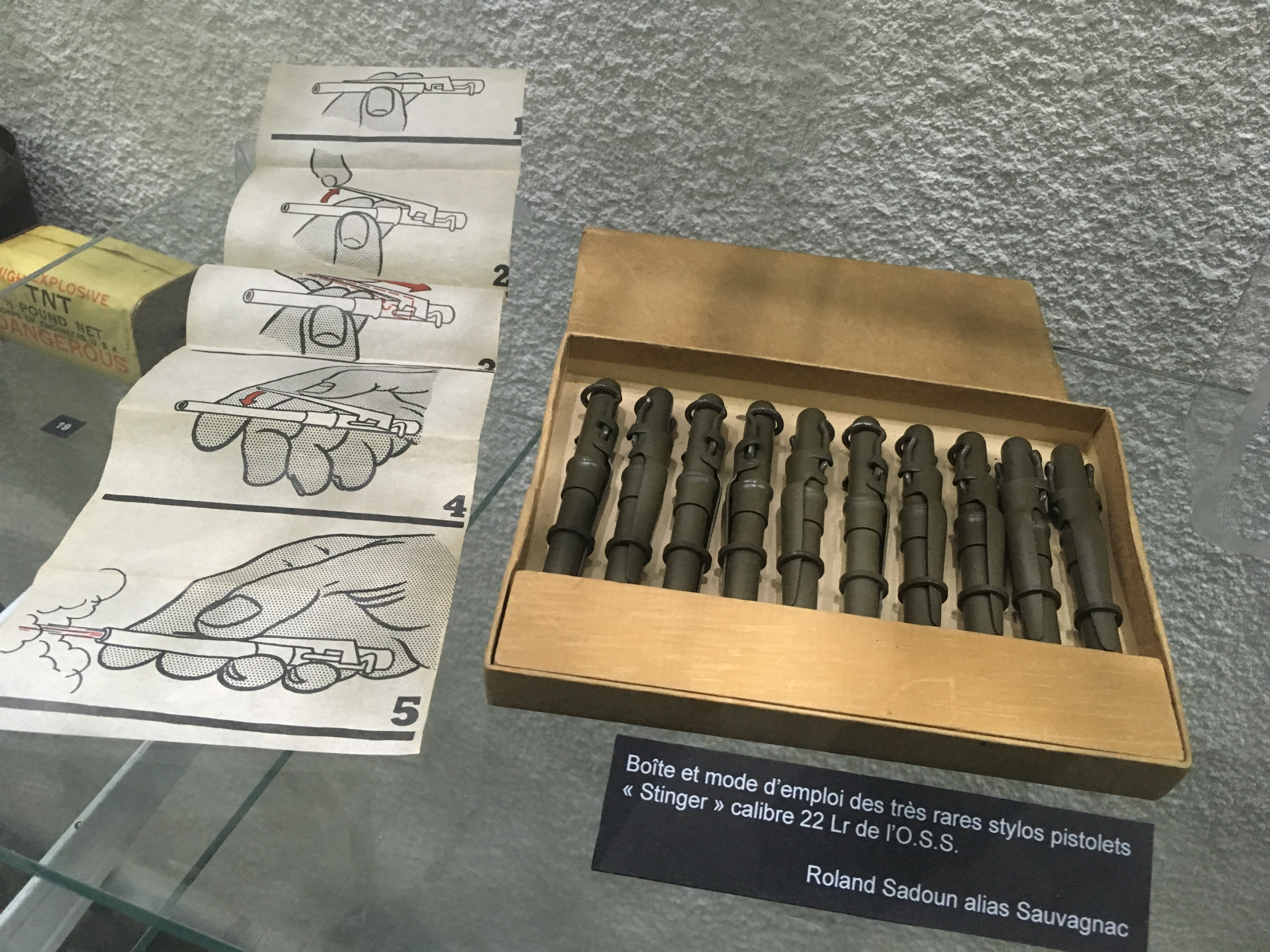
Zehn Stinger in Verpackungseinheit als Exponat im MM Park France

Die OSS Stinger (deutsch: Stachel) ist eine einschüssige Pistole in der Art eines Schießkugelschreibers. Sie enthielt vom Werk aus eine Patrone im Kaliber .22 kurz und konnte nicht nachgeladen werden, war daher zum einmaligen Gebrauch bestimmt. Die Waffe wurde von den USA im Zweiten Weltkrieg entwickelt und an Widerstandsbewegungen ausgegeben.

## Geschichte
Nach dem Eintritt in den Zweiten Weltkrieg unterstützten die USA die französische Résistance im Kampf gegen die deutschen Besatzungstruppen. Dazu entwickelte und produzierte das amerikanische Office of Strategic Services (OSS) verschiedene Mittel. Eins davon war die Stinger-Pistole. Die Stinger-Pistole war sehr klein und leicht zu verstecken, konnte beispielsweise in einer Brusttasche als Schreibstift durchgehen. Da die Waffe über keinerlei Zielhilfen verfügte, war die effektive Reichweite gering. Sie war nur für den Einsatz auf kürzeste Distanz (aufgesetzter Schuss) gedacht und konnte vor dem unmittelbaren Einsatz unauffällig in der Hand getragen werden, bis sich die Zielperson in nächster Nähe befand. Da die Waffe nicht nachgeladen werden konnte, wurde sie nach dem Gebrauch entsorgt.
Die Stinger-Pistole war kostengünstig und in größeren Mengen herzustellen. Das erste Modell wurde vom OSS in einer Stückzahl von 25.000 produziert. Es gab einige Qualitätsprobleme: Zum einen funktionierte der Zündmechanismus nicht zuverlässig und führte zu Zündversagern, zum anderen gab es Fälle, in denen die Waffe aufriss und dadurch die Hand des Schützen verletzt wurde. Ein zweites Modell, dieses Mal in der Verantwortung des Ordnance Departments, wurde im Jahre 1944 in einer Stückzahl von 25.500 produziert. Andere Quellen sprechen von 32.000 produzierten Stück. Dieses Modell hatte einige Verbesserungen am Zündmechanismus sowie ein verstärktes Waffenrohr.
Je zehn Stinger-Pistolen waren in einer Holzschachtel verpackt. In jeder Schachtel befand sich eine bildhafte Gebrauchsanleitung. Die Waffen wurden per Flugzeug über besetzten Gebieten abgeworfen. Es gibt verschiedene Berichte vom Einsatz, bei denen die Stinger-Pistole beispielsweise bei der Festnahme übersehen wurde und dann zur Flucht verhalf oder bei gezielten Tötungen eingesetzt wurde.

## Technischer Aufbau

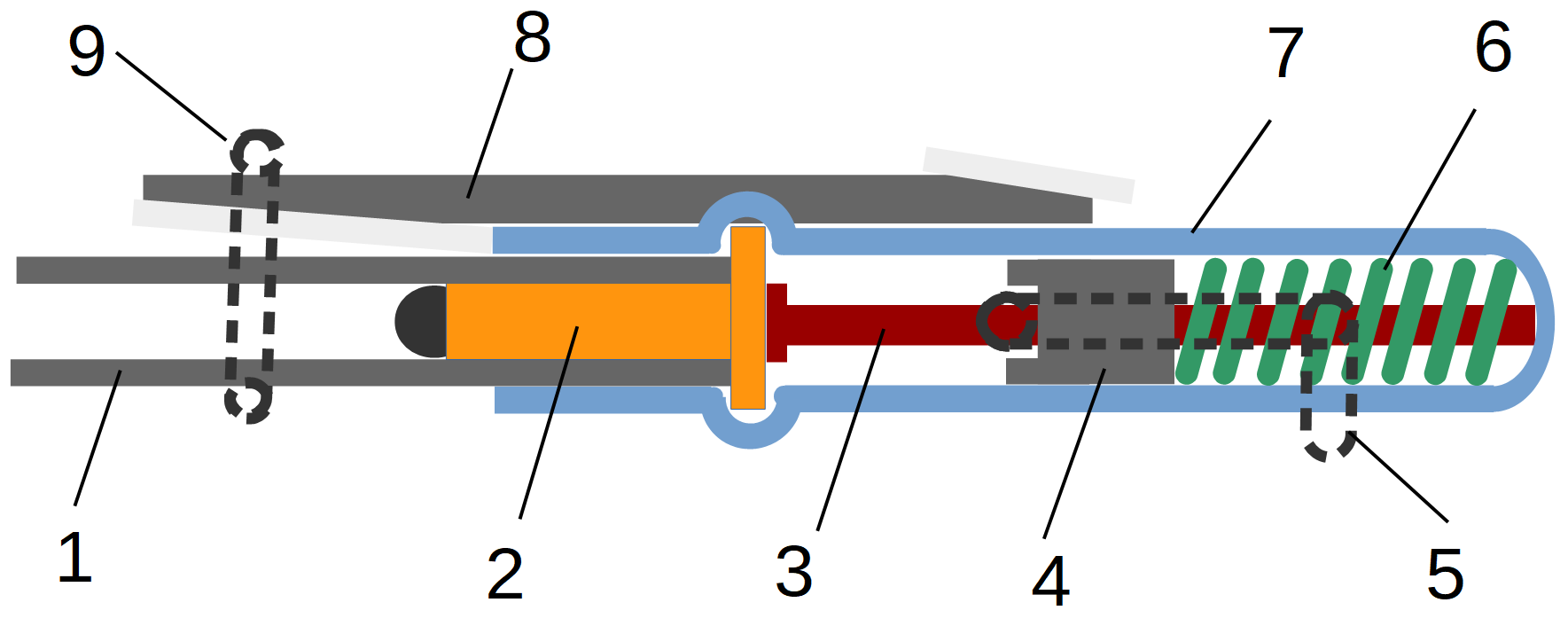
Schnittdarstellung

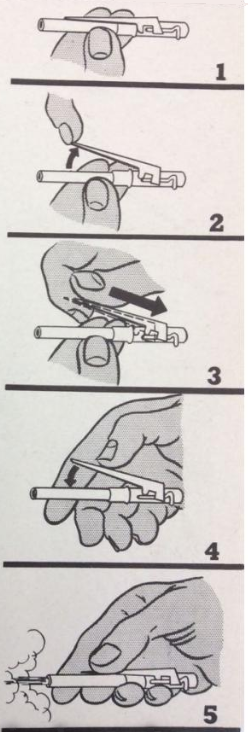
Vorbereitung zur Schussabgabe

Der Aufbau der Stinger-Pistole ist sehr einfach, denn sie besteht lediglich aus acht bzw. neun Bauteilen:
1. Rohr
2. Patrone
3. Führungsstange
4. Schlagstück
5. Haltebügel
6. Schlagfeder
7. Verschlusskappe
8. Auslösehebel
9. Sicherungsring

Das Rohr dient zum einen als glatter Lauf und zum anderen als Patronenlager, in dem eine gewöhnliche Patrone vom Kaliber .22 kurz eingelegt ist. Der Patronenrand ist außerhalb des Patronenlagers und verhindert, dass die Patrone in den Lauf nach vorne rutscht. Der hintere Teil der Waffe ist mit einer Verschlusskappe umschlossen. Der Patronenrand dient als Befestigung für die Verschlusskappe. Die Befestigung ist von außen als eine Wölbung sichtbar. In der Verschlusskappe befindet sich eine Führungsstange für das Schlagstück und die Schlagfeder. Das Schlagstück hat zur Patrone hin einen erhöhten Rand, damit der Schlagstückrand auf den Patronenrand schlägt und so die Treibladung zündet. Die werksseitig gespannte Schlagfeder und das Schlagstück werden von den Enden des Haltebügels im hinteren Teil der Verschlusskappe gehalten. Die Enden des Haltebügels sind durch gegenüberliegende Löcher in der Verschlusskappe in dessen Inneres geführt. Der Auslösehebel ist mit kleinen gebogenen Flächen an dem Haltebügel beweglich befestigt.
Der Haltebügel ist besonders geschwungen gebogen, so dass, wenn der Auslösehebel nach hinten geschoben wird, sich der Auslösehebel schräg zum Lauf stellt. Wird der Auslösehebel in dieser schrägen Stellung zum Lauf hin gedrückt, dann spreizt er die Enden des Haltebügels auseinander. Wurden die Enden des Bügels weit genug gespreizt, geben sie das Schlagstück frei und die Schlagfeder beschleunigt das Schlagstück.
Um ein unbeabsichtigtes Verschieben des Auslösehebels während des Transports zu verhindern, kann ein optionaler Sicherungsring über den Auslösehebel und den Lauf gezogen werden.
Die Stinger-Pistole ist 9 cm lang, hat einen Durchmesser von 1,3 cm und ein Gewicht von 30 g.

## Schussvorgang
1. In sicherer Trageposition ist der Auslösehebel an den Lauf gelegt.
2. Der Auslösehebel wird abgeklappt.
3. Der Auslösehebel wird nach hinten auf den Haltebügel geschoben.
4. Der Auslösehebel wird in der hinteren Position zum Lauf hin gedrückt.
5. Die Stinger-Pistole feuert das Geschoss ab.[2]